# 勒伊-狄德罗站
勒伊-狄德罗站（法語：Reuilly - Diderot）是法国巴黎地铁1号线和8号线共用的一个车站，位于巴黎十二区，1號線月台於1900年8月20日启用，8號線月台於1931年5月5日啟用。
本站位於勒伊路（Rue de Reuilly）與狄德羅大道（Boulevard Diderot）交叉口，因此得名。勒伊（Reuilly）原是位於此處的巴黎市外的小村莊，隨著巴黎市擴張併入巴黎；狄德羅大道則是以法國思想家德尼·狄德羅（Denis Diderot）命名。

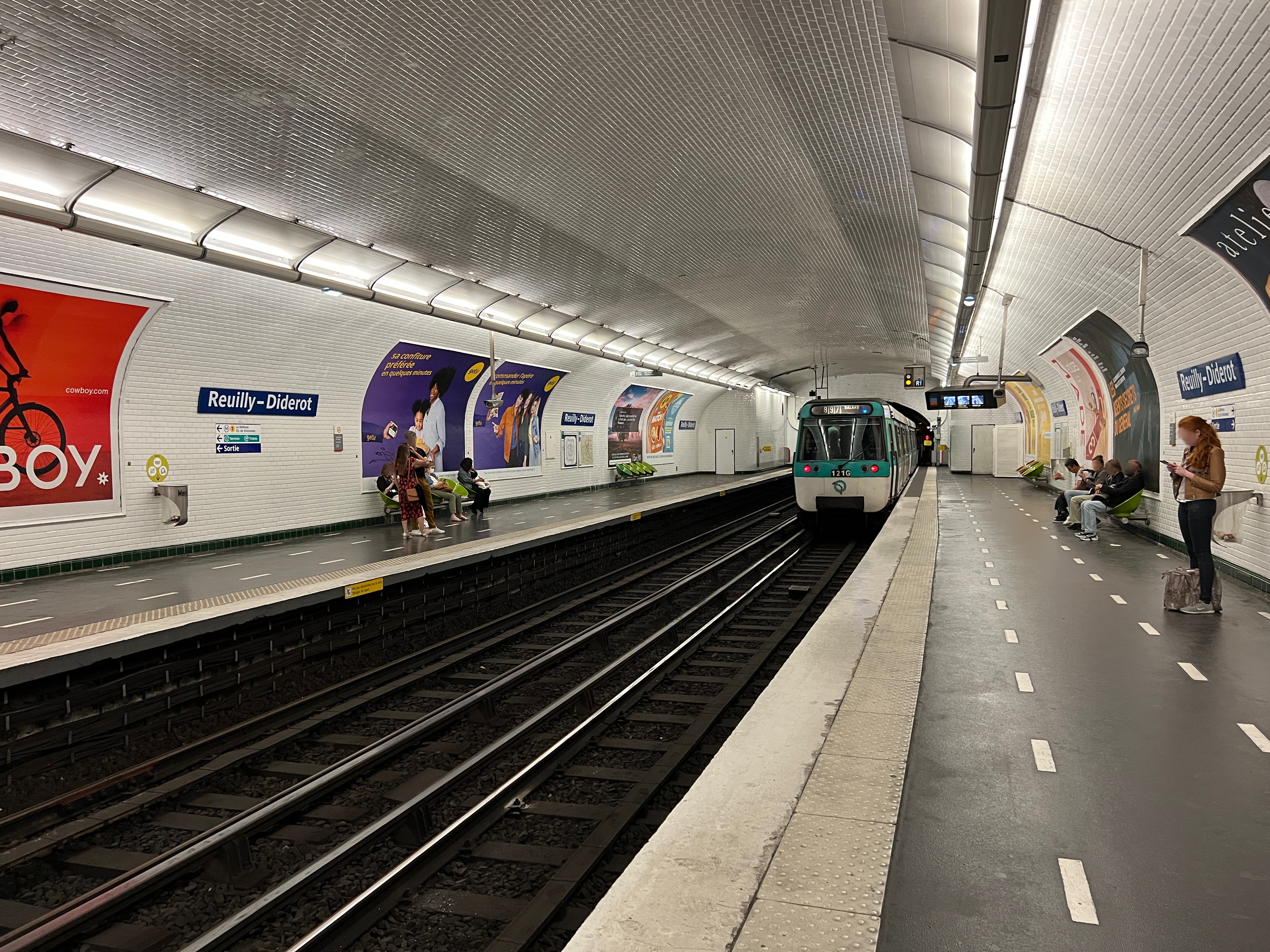
8號線月台 (2022年6月)

## 車站結構
| G         | 街道                             | 出入口                           |
| M         | 夾層                             | 連接層，往出入口                 |
| 1號線月台 | 設有月台幕門的側式月台，右側開門 | 設有月台幕門的側式月台，右側開門 |
| 1號線月台 | 西行                             | 往拉德芳斯（里昂車站）           |
| 1號線月台 | 東行                             | 往文森城堡（民族）               |
| 1號線月台 | 設有月台幕門的側式月台，右側開門 |                                  |
| 8號線月台 | 側式月台，右側開門               | 側式月台，右側開門               |
| 8號線月台 | 北行                             | 往巴拉（菲得比-沙利尼）          |
| 8號線月台 | 南行                             | 往湖之角（蒙特加雷）             |
| 8號線月台 | 側式月台，右側開門               |                                  |